# Морозник душистый
Моро́зник души́стый (лат. Helléborus odórus) — вид двудольных цветковых растений, включённый в род Морозник (Helleborus) семейства Лютиковые (Ranunculaceae).

## Ботаническое описание
Морозник душистый — многолетнее травянистое растение с корневищем. Прикорневые листья обычно одиночные, перезимовывающие, у номинативного подвида пальчато-рассечённые на 7—11 узкояцевидных листочков, каждый из которых цельный, с мелкозубчатым краем, кожистые, с нижней стороны опушённые, у подвида laxus — разделённые на 5—7 2—4-лопастных листочков. Цветоносный стебель до 60 см в высоту.
Цветки собраны на стебле по 2—3. Околоцветник разделён на 5 долей, 5—7 см в диаметре, жёлто-зелёного цвета.
Соплодие из сросшихся в основании листовок, в каждой из которых содержится по нескольку семян. Семена цилиндрические, бороздчатые, блестящие, чёрно-коричневые, 3,6—4,4×1,8—2,4 см.
Число хромосом 2n = 32.

## Ареал
Морозник душистый родом из юго-западной Европы. Произрастает в светлых горных лесах. При выращивании в садах изредка дичает, довольно легко распространяясь.

## Таксономия
|  |                                      |  |                                                         |                                                         |                     |  | ещё 6 семейств, в том числе Луносемянниковые и Маковые (согласно Системе APG III) | ещё 6 семейств, в том числе Луносемянниковые и Маковые (согласно Системе APG III) |                       |  |  |  | ещё около 15 видов |
|  |                                      |  |                                                         |                                                         |                     |  | ещё 6 семейств, в том числе Луносемянниковые и Маковые (согласно Системе APG III) | ещё 6 семейств, в том числе Луносемянниковые и Маковые (согласно Системе APG III) |                       |  |  |  | ещё около 15 видов |
|  |                                      |  |                                                         | порядок Лютикоцветные                                   |                     |  |                                                                                   |                                                                                   | род Морозник          |  |  |  |                    |
|  |                                      |  |                                                         | порядок Лютикоцветные                                   |                     |  |                                                                                   |                                                                                   | род Морозник          |  |  |  |                    |
|  | отдел Цветковые, или Покрытосеменные |  |                                                         |                                                         | семейство Лютиковые |  |                                                                                   |                                                                                   | вид Морозник душистый |  |  |  |                    |
|  | отдел Цветковые, или Покрытосеменные |  |                                                         |                                                         | семейство Лютиковые |  |                                                                                   |                                                                                   |                       |  |  |  |                    |
|  |                                      |  | ещё 58 порядков цветковых растений (по Системе APG III) | ещё 58 порядков цветковых растений (по Системе APG III) |                     |  |                                                                                   | ещё около 60 родов                                                                | ещё около 60 родов    |  |  |  |                    |
|  |                                      |  |                                                         | ещё 58 порядков цветковых растений (по Системе APG III) |                     |  |                                                                                   |                                                                                   | ещё около 60 родов    |  |  |  |                    |

### Подвиды и синонимы
- Helleborus odorus subsp. laxus (Host) Merxm. & Podlech, 1961
  - Helleborus laxus Host, 1831basionym
  - Helleborus multifidus subsp. laxus (Host) Martinis, 1973
  - Helleborus viridis var. laxus (Host) Kitt., 1844
- Helleborus odorus Waldst. & Kit. subsp. odorus
  - Helleborus decorus Le Bêle ex K.Koch, 1858, nom. inval.
  - Helleborus graveolens Rchb., 1844, nom. illeg.
  - Helleborus hunfalvyanus var. odorus (Waldst. & Kit.) Kanitz, 1866
  - Helleborus orientalis var. odorus (Waldst. & Kit.) Baker, 1877
  - Helleborus viridis var. odorus (Waldst. & Kit.) Kitt., 1844